# Tianjia’an
Tianjia’an (chiń. upr. 田家庵区; chiń. trad. 田家庵區; pinyin Tiánjiā'ān Qū) – dzielnica miasta Huainan w prowincji Anhui we wschodnich Chińskiej Republice Ludowej. Liczba mieszkańców dzielnicy, w 2018 roku, wynosiła około 629 000.